# Emil Caras
Emil Caras (* 21. Dezember 1967 als Emilian Caras in Kischinjow) ist ein ehemaliger moldauischer Fußballnationalspieler.
Caras bestritt sein erstes Länderspiel in einem Freundschaftsspiel am 2. Juli 1991 gegen die Auswahl Georgiens. Dieses Spiel ging mit 2:4 verloren. Zwischen 1991 und 1995 bestritt Caras neun Länderspiele. Mit wenigen Ausnahmen spielte er fast ausschließlich für den moldauischen Verein Zimbru Chișinău. 1997 bestritt er zwei Partien für den russischen Erstligisten FK Tjumen. Seit 2010 ist er Teammanager des russischen Vereins FK Kuban Krasnodar.